# إيفان بوتكيف كوليف
إيفان بوتكيف كوليف (بالبلغارية: Иван Колев)‏ كان لاعب كرة قدم بلغاري كان يلعب كمهاجم. سبق له أن لعب في كأس العالم لكرة القدم مع منتخب بلاده. فاز بميدالية أوليمبية في مسابقة كرة القدم.

## المسيرة الاحترافية

### أندية لعب لها
- سسكا صوفيا
- سليفن

## روابط خارجية
- إيفان بوتكيف كوليف على موقع الاتحاد الدولي (مؤرشف)  (الإنجليزية)
- إيفان بوتكيف كوليف على موقع قاعدة بيانات كرة القدم.إي يو (الإنجليزية)
- إيفان بوتكيف كوليف على موقع ناشيونال فوتبول تيمز (الإنجليزية)
- إيفان بوتكيف كوليف على موقع أوليمبيديا (الإنجليزية)